# 2012
2012 (MMXII) var ett skottår som började en söndag i den gregorianska kalendern.

## Händelser

### Januari
- 1 januari

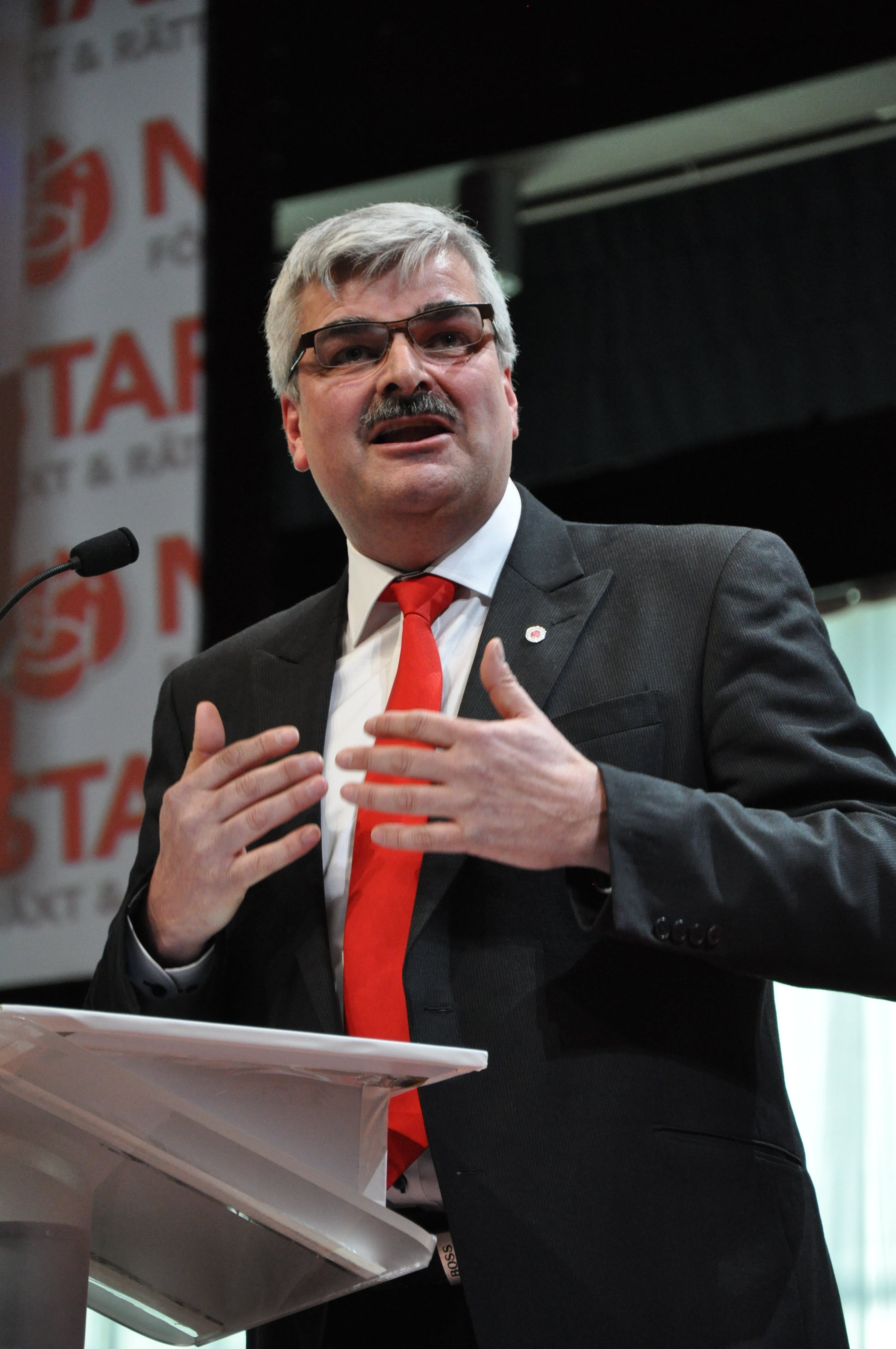
Socialdemokraternas partiledare Håkan Juholt avgår efter knappt tio månader på posten.

  - Guimarães i Portugal och Maribor i Slovenien blir Europas kulturhuvudstäder för året.
  - Det franska territoriet Saint-Barthélemy ändrar status i förhållande till EU från yttersta randområde (OMR) till utomeuropeiska länder och territorier (OCT).
  - Danmark övertar ordförandeskapet i Europeiska unionens råd efter Polen.
  - En kraftig jordbävning med magnituden 7,0 inträffar nära Izuöarna, cirka 50 mil från den japanska huvudstaden Tokyo vid halv tre på eftermiddagen.
  - I Norge har ett 50-tal personer evakuerats efter morgonens flera hundra meter långa jordskred söder om Trondheim. Inga människor har skadats.
- 6 januari – Jonas Sjöstedt väljs till ny partiledare för Vänsterpartiet efter Lars Ohly.
- 7 januari – Elva personer omkommer en när luftballong störtar drygt åtta mil norr om huvudstaden Wellington i Nya Zeeland. Luftballongen förvandlas till en eldboll när den flyger in i några kraftledningar.
- 13 januari – Det italienska kryssningsfartyget M/S Costa Concordia går på grund och kantrar utanför Italiens västkust.
- 17 januari – konflikten i Mali påbörjas.
- 18 januari – Adolf Hitlers självbiografi och ideologiska manifest "Mein Kampf" har varit förbjuden i tyska bokhandlar sedan andra världskrigets slut, men nu ska boken ut på marknaden igen, rapporterar Reuters.
- 21 januari – De svenska Socialdemokraternas partiledare Håkan Juholt avgår efter knappt tio månader på posten.
- 27 januari – Industrifacket Metalls ordförande Stefan Löfven väljs till ny partiledare för Socialdemokraterna.
- 30 januari –  En femtioårig man avlider efter att ha blivit påkörd av ett tåg vid Huddinge station.

### Februari
- 1 februari – 74 personer dödas och tusentalet skadas när en fotbollsmatch i egyptiska Port Said urartar[1].
- 3 februari – Det ungerska flygbolaget Malév går i konkurs.
- 4 februari – I en nattattack av syriska trupper på inlagor från militära desertörer i Homs blir minst 200 människor dödade, det högsta antalet dödsoffer på en enda dag sedan början av den syriska inbördeskriget.
- 5 februari – Sauli Niinistö segrar i den andra omgången av presidentvalet i Finland.
- 6 februari – Drottning Elizabeth II firar 60 år som regent över Storbritannien, Australien, Kanada och Nya Zeeland samt överhuvud för Samväldet.[2][3]
- 17 februari – Tysklands förbundspresident Christian Wulff avgår efter anklagelser om korruption.
- 22 februari – Minst 48 personer omkommer och fler än 500 personer skadas i en svår tågkrasch i Buenos Aires, Argentina.
- 23 februari – Det svenska kronprinsessparet Victorias och Daniels första barn, prinsessan Estelle, föds på Karolinska sjukhuset klockan 04.26 på morgonen.

### Mars
- 1 mars
  - Sauli Niinistö efterträder Tarja Halonen som Finlands president.
  - Parlamentsval hölls i Iran.
- 3 mars – App Store i amerikanska teknikkoncernen Apple nådde milstolpen 25 miljarder nedladdade appar sedan det öppnades 2008.
- 4 mars
  - Vid presidentvalet i Ryssland segrar premiärminister Vladimir Putin med 63% av rösterna men anklagas för valfusk.
  - En serie explosioner rapporteras från vapendepåerna i Brazzaville, Kongo-Brazzaville, och minst 250 personer omkommer.[4][5]
  - Minst 15 personer omkom och fler än 50 personer skadades när två tåg kolliderade i staden Szczekociny i Polen.
- 5 mars
  - Över 200 personer dödades och fler än 1500 personer skadades när en vapendepå exploderade i staden Brazzaville i Kongo-Brazzaville.
  - Videon Kony 2012 släpps.
  - Två personer dödas och sex skadas allvarligt när en skottlossning inträffar på en frisersalong i Rumäniens huvudstad Bukarest.
- 7 mars – Statsminister Fredrik Reinfeldt och makan Filippa Reinfeldt separerar. Detta meddelar statsministerns pressekreterare.
- 10 mars – Val hålls i Slovakien.
- 13 mars – 13 mars: I en bussolycka nära Sierre i Schweiz dör 28 personer, däribland 22 barn.
- 15 mars – 5 personer omkommer när ett norskt hercules-plan störtar vid Kebnekaise
- 18 mars – Joachim Gauck väljs till Tysklands förbundspresident.
- 19 mars – En vuxen och tre barn skjuts till döds utanför en judisk skola i franska Toulouse.
- 22 mars – Malis president Amadou Toumani Touré avsätts i statskupp efter angrepp mot statliga byggnader.[6]
- 29 mars – Sten Tolgfors avgår som svensk försvarsminister efter turerna kring den så kallade Saudiaffären.

### April

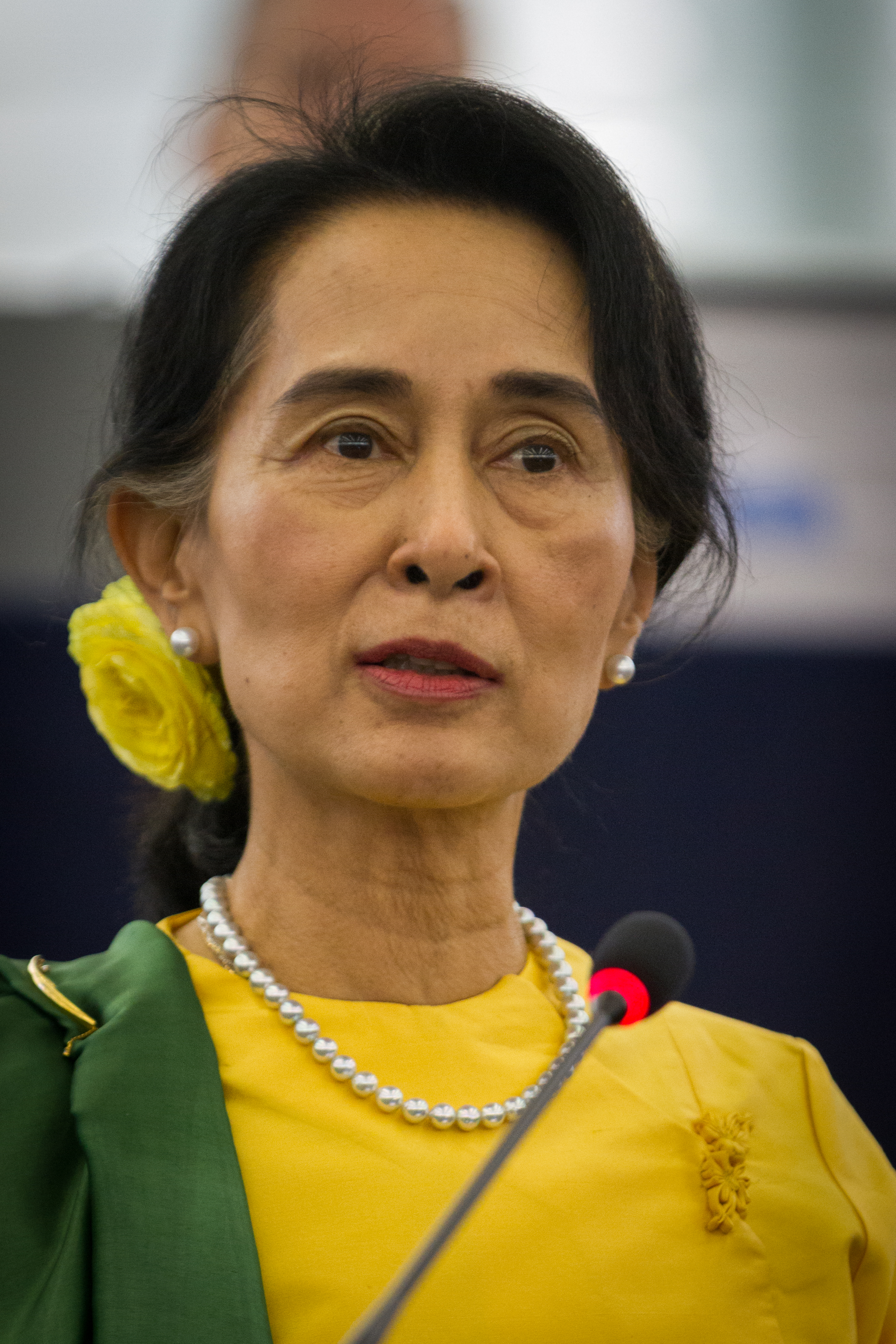
I Myanmar vinner Aung San Suu Kyis parti Nationella demokratiska förbundet vid ett fyllnadsval till parlamentet.

- 1 april – I Myanmar vinner Aung San Suu Kyis parti Nationella demokratiska förbundet vid ett fyllnadsval till parlamentet.
- 6 april – I Mali utropar den tuaregiska rebellrörelsen norra delen av landet Azawad, som en självständig stat.
- 9 april – Dåvarande Facebook (numera Meta Platforms) köper Instagram för en miljard amerikanska dollar.
- 12 april
  - Upproriska soldater i Guinea-Bissau tar kontroll över huvudstaden Bissau. De arresterar interimspresident Raimundo Pereira och ledande presidentkandidaten Carlos Gomes Júnior.
  - Fem etniska makedonska civila skjuts till döds av etniska albaner vid en konstgjord sjö i närheten av byn Smiljkovtsi, utanför den makedonska huvudstaden Skopje. Detta ledde till kravaller och sammandrabbningar mellan albaner och makedonier.
  - Candy Crush Saga släpptes och blev Facebooks mest spelade spel med hela 46 miljoner personer som använder det per månad.
- 18 april – Karin Enström tillträder som Sveriges försvarsminister.
- 20 april – Passagerarflygplanet Bhojakungarna Air i Pakistan havererar, 127 personer dödas.
- 25 april – Saudiaffären uppmärksammas
- 26 april –  Liberias före detta president Charles Taylor befinns skyldig på 11 fall av medhjälp till krigsförbrytelser och brott mot mänskligheten under Sierra Leones inbördeskrig.

### Maj

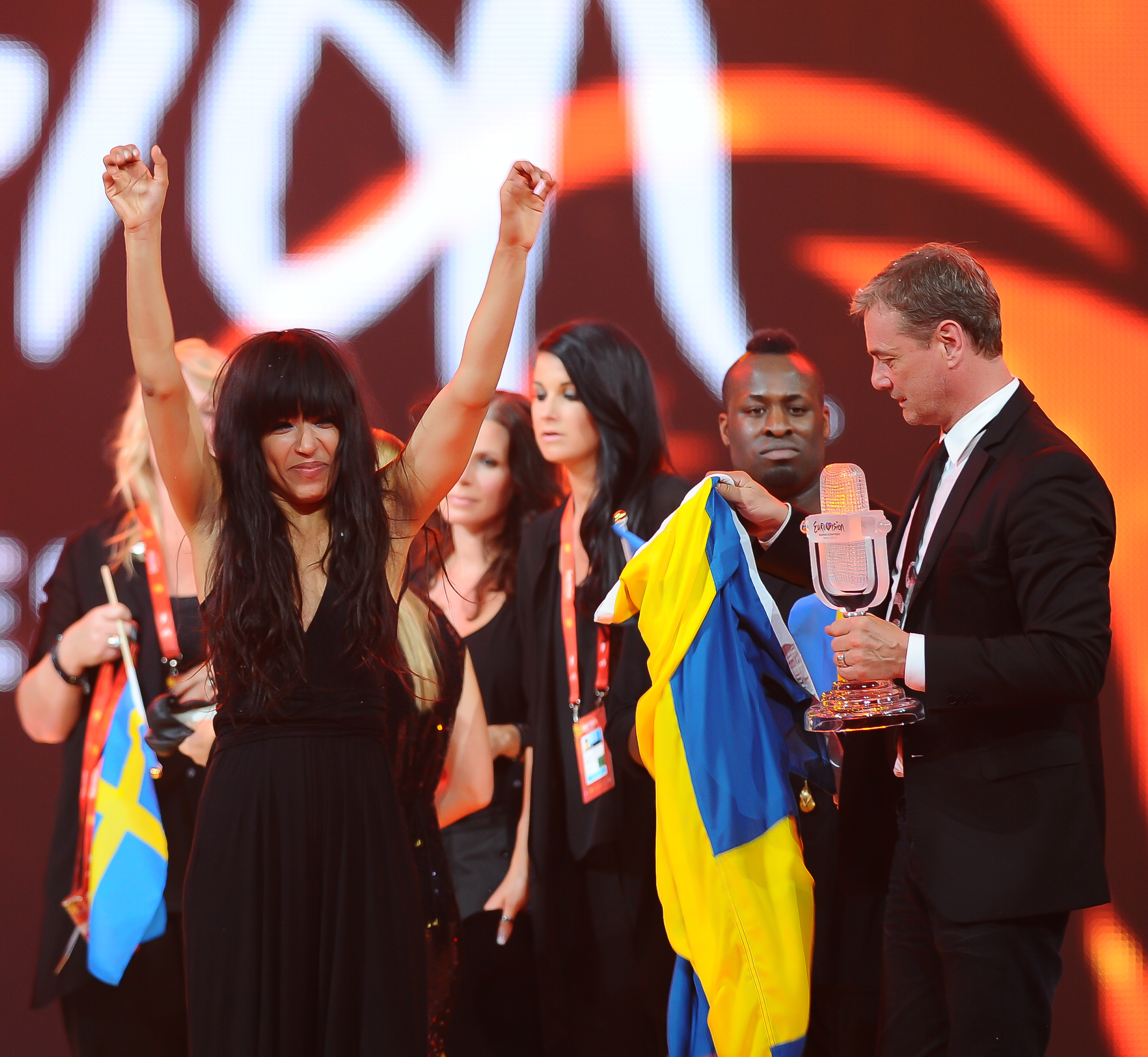
Loreen som segrare i Eurovision 2012

- 3 maj – 13 dödas och 130 skadas när 2 självmordsbombare detonerar bomber nära en polisstation i Machatjkala, Ryssland.
- 4 maj – Katamaranen Tûranor PlanetSolar avslutar som första fartyg med solenergi som enda kraftkälla en världsomsegling i Monaco.[7]
- 6 maj
  - Vid den andra omgången av presidentvalet i Frankrike segrar socialistpartiets François Hollande med 52% över president Nicolas Sarkozy som får 48%.
  - Parlamentsval hålls i Grekland och leder till framgångar för Syriza och ett oklart parlamentariskt läge.
  - Parlamentsvalet i Armenien 2012
- 7 maj – Vladimir Putin tillträder som Rysslands president efter Dmitrij Medvedev som blir premiärminister.
- 10 maj – János Áder tillträder som Ungerns president.[8]
- 15 maj – François Hollande tillträder som Frankrikes president efter Nicolas Sarkozy.
- 18–19 maj – Det tredje Spex-SM:et går av stapeln i Örebro.
- 20 maj – Tomislav Nikolić tillträder som Serbiens nya president.
- 21 maj – Bussolyckan i Qafa e Vishës
- 22 maj
  - Prinsessan Estelle döps i Slottskyrkan på Stockholms slott.
  - En jordbävning på magnituden 5,8 skakar Bulgariens huvudstad Sofia.
- 22, 24 och 26 maj – Den 57:e upplagan av Eurovision Song Contest hålls i Azerbajdzjans huvudstad Baku. I finalen tar Sverige sin femte seger i tävlingens historia, då artisten Loreen med låten "Euphoria" hamnar på första plats.
- 26 maj – Karl-Petter Thorwaldsson väljs till ny ordförande för LO efter Wanja Lundby-Wedin.
- 29 maj – En jordbävning i norra Italien dödar 17 personer och flera byggnader förstörs.

### Juni

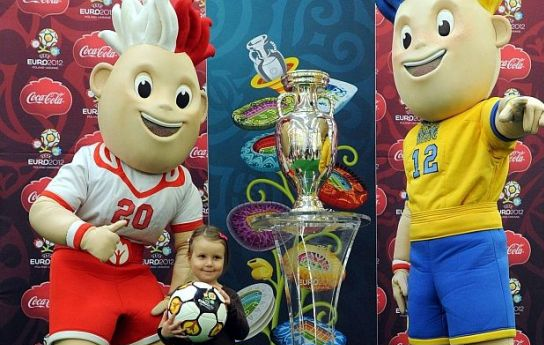
De officiella EM-maskotarna, tvillingarna Slavek och Slavko.

Parlamentsvalet i Grekland 2012 (juni).

- Juni–augusti – Översvämningar drabbar södra Sverige.
- 2 juni – Egyptens förre president Hosni Mubarak döms till livstids fängelse.
- 3 juni – 153 dödas när ett flygplan havererar i Lagos, Nigeria
- 6 juni – Massakern i al-Qubeir sker.
- 8 juni – Europamästerskapet i fotboll inleds i Polen och Ukraina.
- 10 juni
  - Första omgången hålls i valet till Nationalförsamlingen i Frankrike.
  - Parlamentsval hölls i Rumänien.
- 11 juni – Våldsamma strider mellan muslimska och buddhistiska grupper i Myanmar.
- 17 juni
  - Minst 13 personer omkommer och flera skadas då en brand utbryter under ett uppror i ett fängelse i sydöstra Turkiet.
  - Nyval till parlamentet hålls i Grekland och leder till att de två största partierna Ny demokrati och Radikala vänstern går framåt jämfört med parlamentsvalet i maj 2012.
  - Andra omgången i parlamentsvalet i Frankrike leder till att vänsterblocket bakom François Hollande får egen majoritet i Nationalförsamlingen.
  - Andra omgången i Egyptens första val leder till att Muhammad Mursi blir Egyptens första demokratiskt valda president med 51,73% av rösterna.
- 18 juni – En skötare på Kolmårdens djurpark dödas av en varg.
- 20 juni
  - Antonis Samaras tillträder som Greklands premiärminister.
  - Förenta nationernas konferens om hållbar utveckling 2012 påbörjas. Pågår till 22:a.
- 27–30 juni – Europamästerskapen i friidrott 2012 hålls i Helsingfors
- 30 juni – Islands president Ólafur Ragnar Grímsson väljs med 52,7% till en femte period.

### Juli
- 1 juli

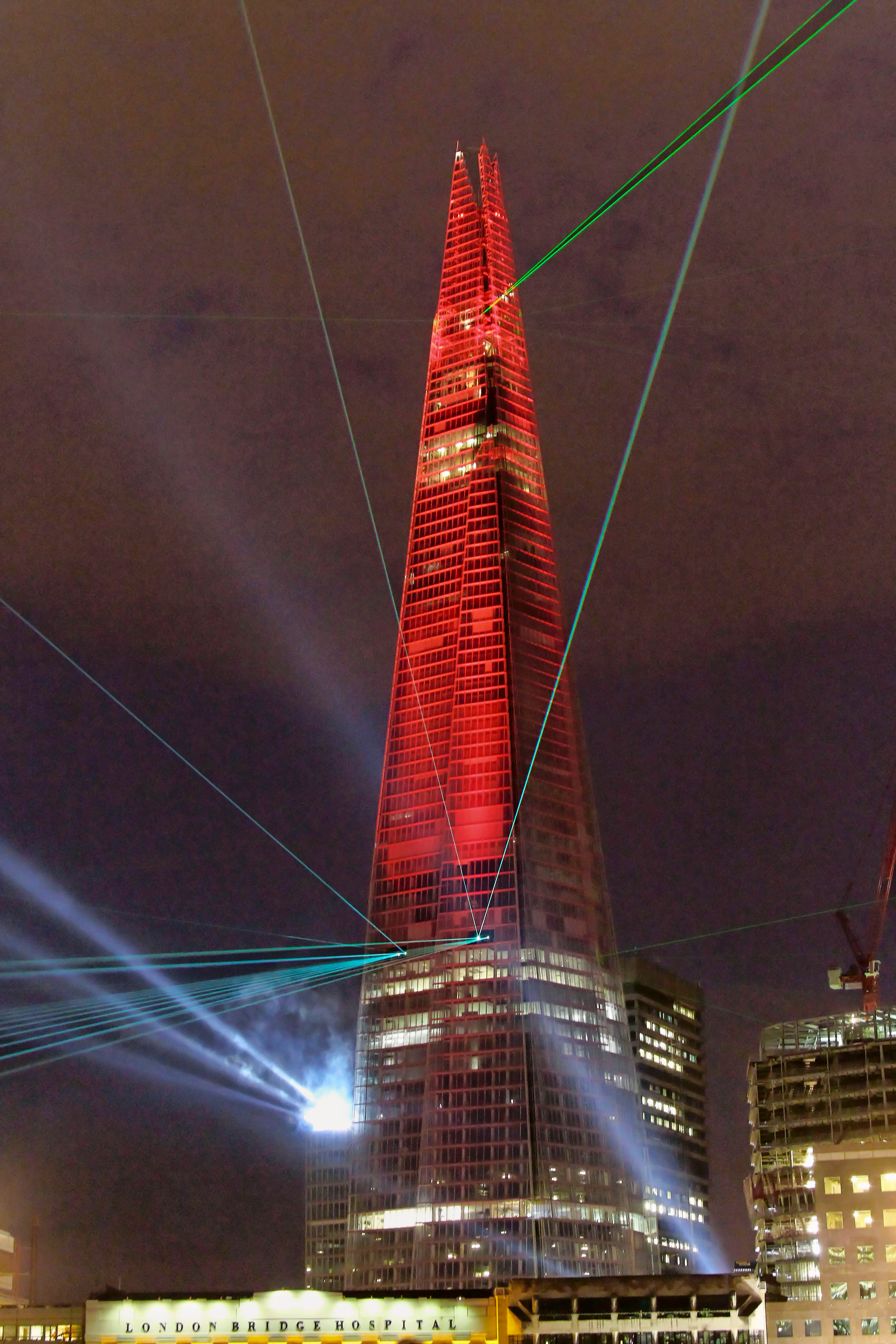
EU:s högsta byggnad, Shard London Bridge, invigs i London i Storbritannien.

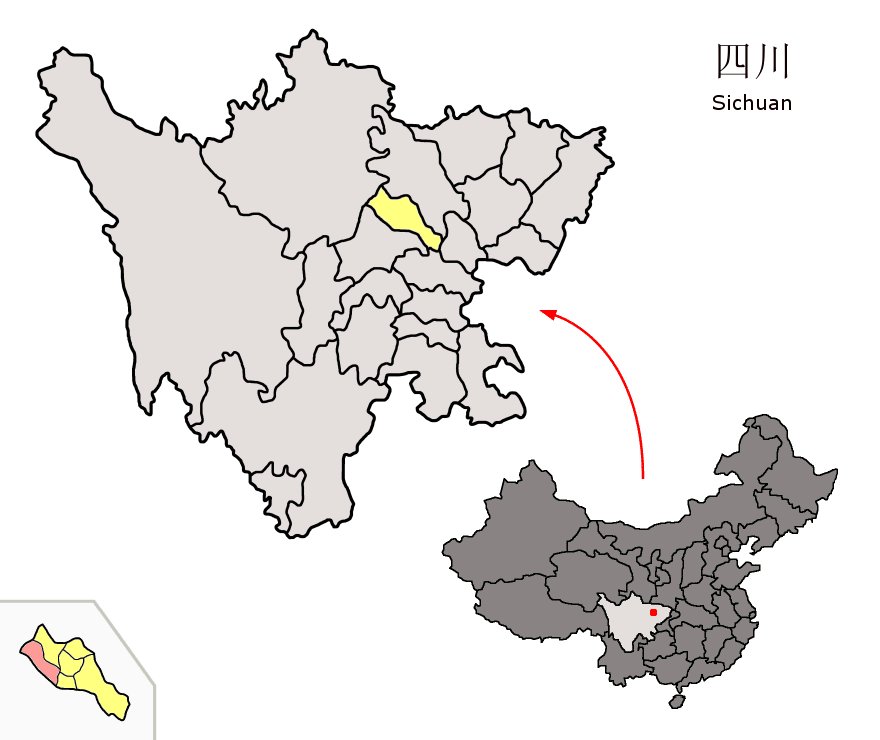
Demonstrationerna i Shifang 2012.

  - Spanien blir europeiska mästare i fotboll efter vinst över Italien med 4–0 i finalen.
  - Cypern övertar ordförandeskapet i Europeiska unionens råd efter Danmark.
  - Demonstrationerna i Shifang 2012 påbörjas, pågår till 3:e.
- 4 juli
  - Liborskandalen uppmärksammas.
  - EU:s högsta byggnad, Shard London Bridge, invigs i London i Storbritannien.
- 6 juli – En argentinsk domstol dömde President Jorge Videla till 50 år och presidenten Reynaldo Bignone 15 års fängelse av brott som begåtts mot mänskligheten under regeringstiden.
- 7 juli
  - Den 7 juli 2012 grep de lokala myndigheterna den libanesiskfödde svenska medborgaren Hossam Yaacoub i Limassol, Cypern.
  - Libyen höll sitt första fria parlamentsval.
- 9 juli – 130 människor dödas under översvämningar i regionen Krasnodar i Ryssland.
- 16 juli – Forskare hittar för första gången någonsin två små snöleopardungar. Detta finner man på Tostbergen i norra Mongoliet.
- 18 juli – Ett attentat inträffar på en buss med israeliska turister på Burgas flygplats i Bulgarien.
- 20 juli – Massakern i Aurora där 12 personer miste livet.
- 25 juli – Nordkoreas ledare  Kim Jong Un gifter sig med sin hustru Ri Sol-Ju.
- 27 juli – De 30:e olympiska sommarspelen inleds i London.[9]
- 30 juli – Det värsta strömavbrottet i världshistorien inträffar i Indien. Strömavbrottet lämnar 620 miljoner människor utan ström.
- 31 juli – Centrala Bosnien drabbas av jordbävningar med en magnitud runt 3.0.

### Augusti

De 30:e Olympiska spelen hölls i London, Storbritannien.

- 2 augusti –  FN:s generalsekreterare Kofi Annan avgick som FN:s särskilda sändebud till Syrien.
- 7 augusti – Den Syriska regimen utför en massaker på 92 personer där 30 av de döda är barn under 10 år.
- 11 augusti – 306 dödas och över 2000 skadas när en kraftig jordbävning drabbar staden Tabriz och närliggande områden i Iran.
- 12 augusti – Olympiska sommarspelen 2012 i London avslutas.
- 16 augusti
  - 34 gruvarbetare dödades under en strejk i en platinagruva i Sydafrika då polisen öppnade eld.
  - 200 människor massakreras i en by i Hama provinsen i norra Syrien.
- 20 augusti – 9 dödas och 69 skadas när en bilbomb detonerar utanför polisstationen i Gaziantep, Turkiet.
- 23 augusti – 6 dödas när en blixt slår ner i en luftballong som fattar eld utanför Ljubljana, Slovenien.
- 28 augusti – Mitt Romney utses till Republikanernas presidentkandidat i presidentvalet i USA.
- 29 augusti – Paralympiska sommarspelen i London invigs.
- 30 augusti – Armenien bryter de diplomatiska förbindelserna med Ungern, efter utlämning till Azerbajdzjan och efterföljande förlåtande av Ramil Safarov, som dömdes för att ha dödat en armenisk soldat i Ungern 2004. Flytten har också mött hård kritik från andra länder.

### September

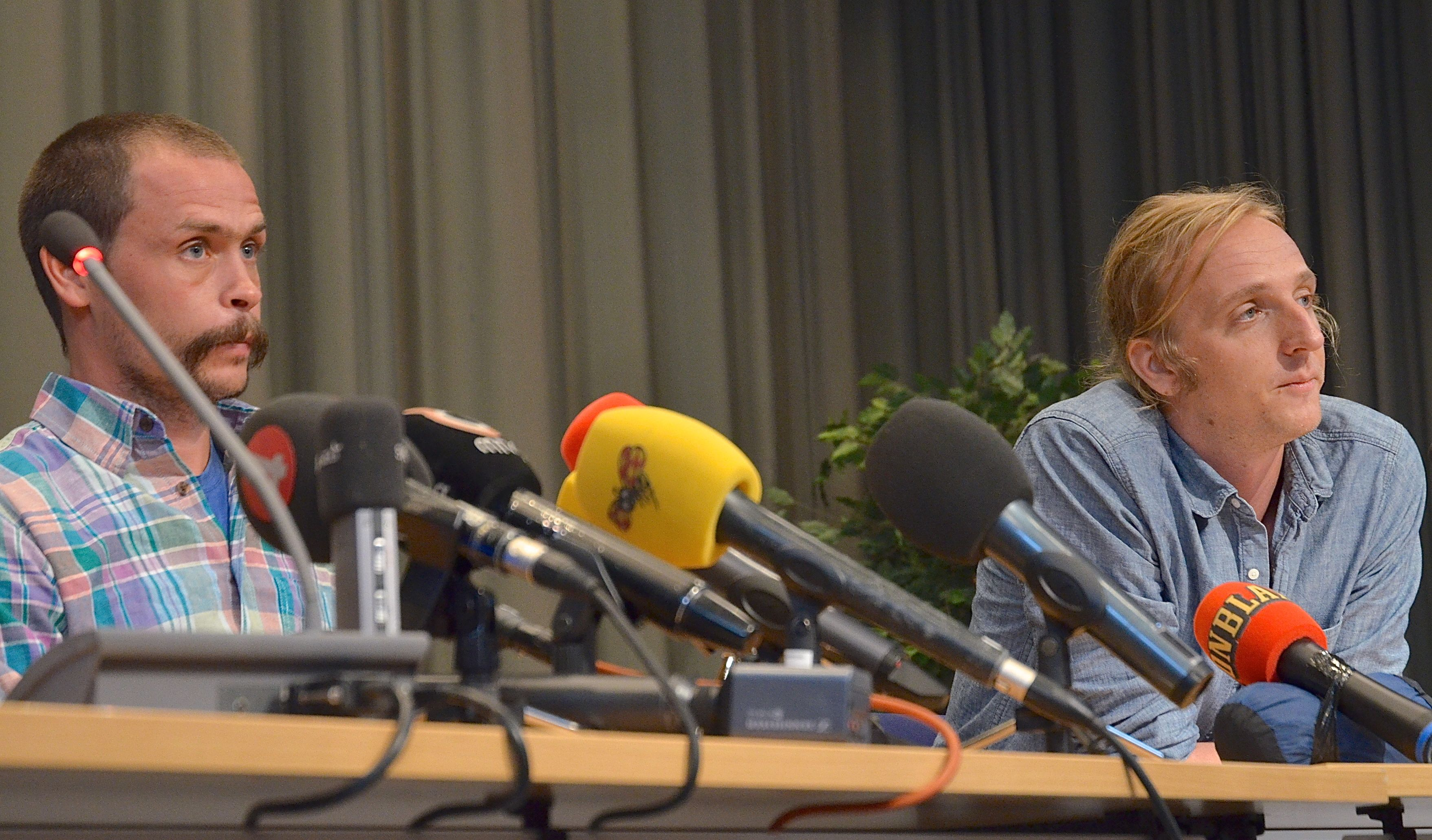
Johan Persson och Martin Schibbye på presskonferensen i ABF-huset på Sveavägen i Stockholm den 14 september 2012.

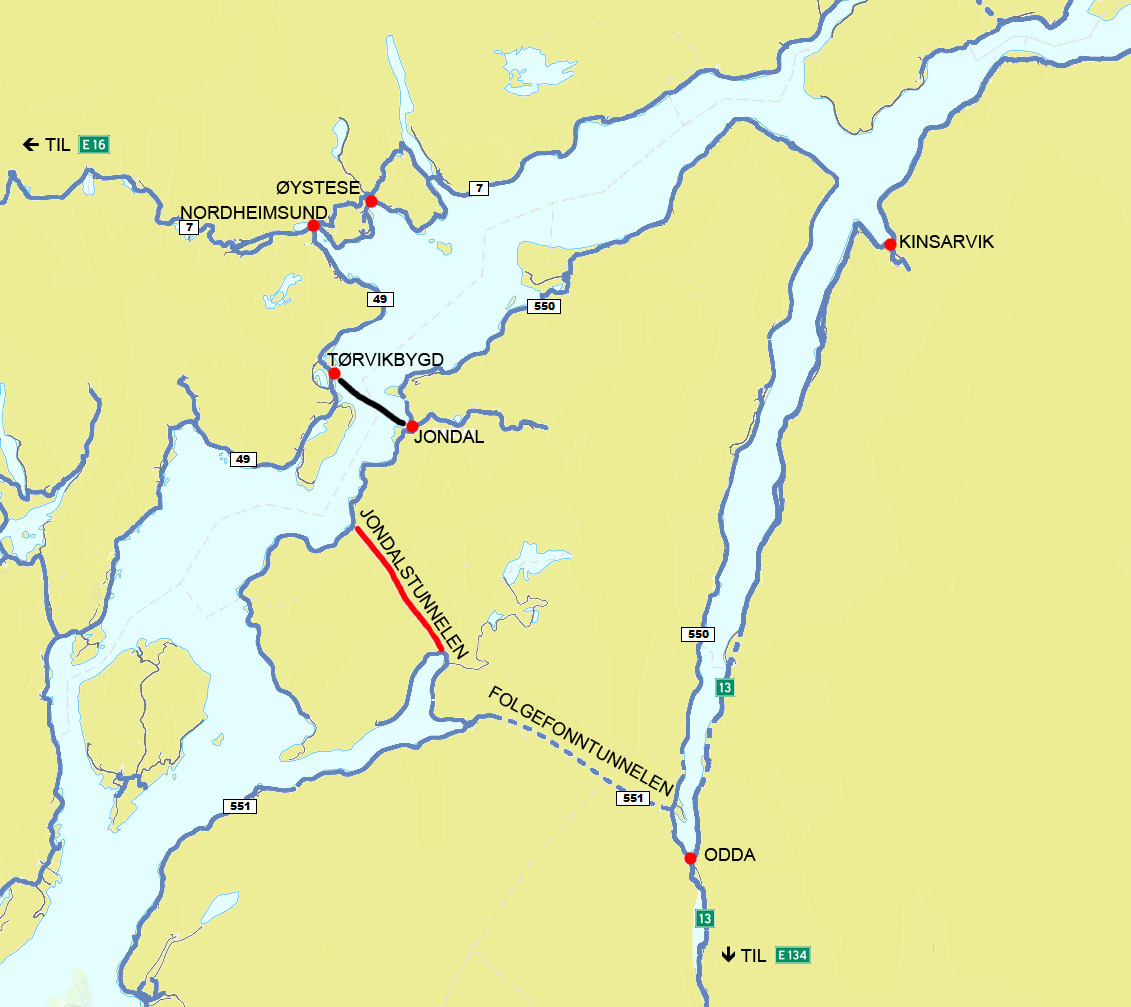
Jondalstunneln.

- 1 september – Glödlampans produktion och import förbjöds i EU-länderna. Lågenergilamporna ersätter.
- 2 september – Parlamentsval hölls i Angola.
- 6 september
  - Vid en kraftig explosion vid ett militärt ammunitionslager dödas 25 soldater och fyra skadas i staden Afyonkarahisar i Turkiet.
  - 50 personer dödas när en båt sjunker utanför Turkiets kust.
- 7 september – Jondalstunneln invigs i Norge.
- 9 september
  - Paralympiska sommarspelen i London avslutas.
  - Nästan 60 människor dödas och nästan 300 skadas i bombattacker i olika delar av Irak. Vid den mest förödande attacken i staden Nassirian dödades 16 personer.
- 10 september – Hassan Sheikh Mohamud valdes till ny president i Somalia.
- 11 september – Militanta islamister anföll amerikanska diplomatiska föreningen i Benghazi, Libyen och dödade USA:s ambassadör J. Christopher Stevens och amerikanska utrikesförvaltningen Information Management Officer Sean Smith. Stevens var den första amerikanska ambassadören som dödades i tjänst sedan 1979.
- 12 september – Parlamentsval hölls i Nederländerna.
- 14 september – Martin Schibbye och Johan Persson släpps fria efter att ha suttit fängslade i Etiopien.
- 15 september – Enligt banken UBS är Norges huvudstad Oslo världens dyraste stad.
- 18 september – SVT:s Uppdrag granskning avslöjar att Telia Sonera betalat över två miljarder kronor till ett brevlådeföretag i Gibraltar med nära kopplingar till den uzbekiske presidentens dotter Gulnara Karimova. Överåklagare Gunnar Stetler inleder en förundersökning om misstänkt mutbrott[10], vilket uppmärksammas stort i Sverige under den resterande hösten.
- 28 september
  - 19 passagerare dödas när ett trafikflygplan börjar brinna och störtar över Nepals huvudstad Katmandu.
  - Iphone 5 började säljas i Sverige.

### Oktober

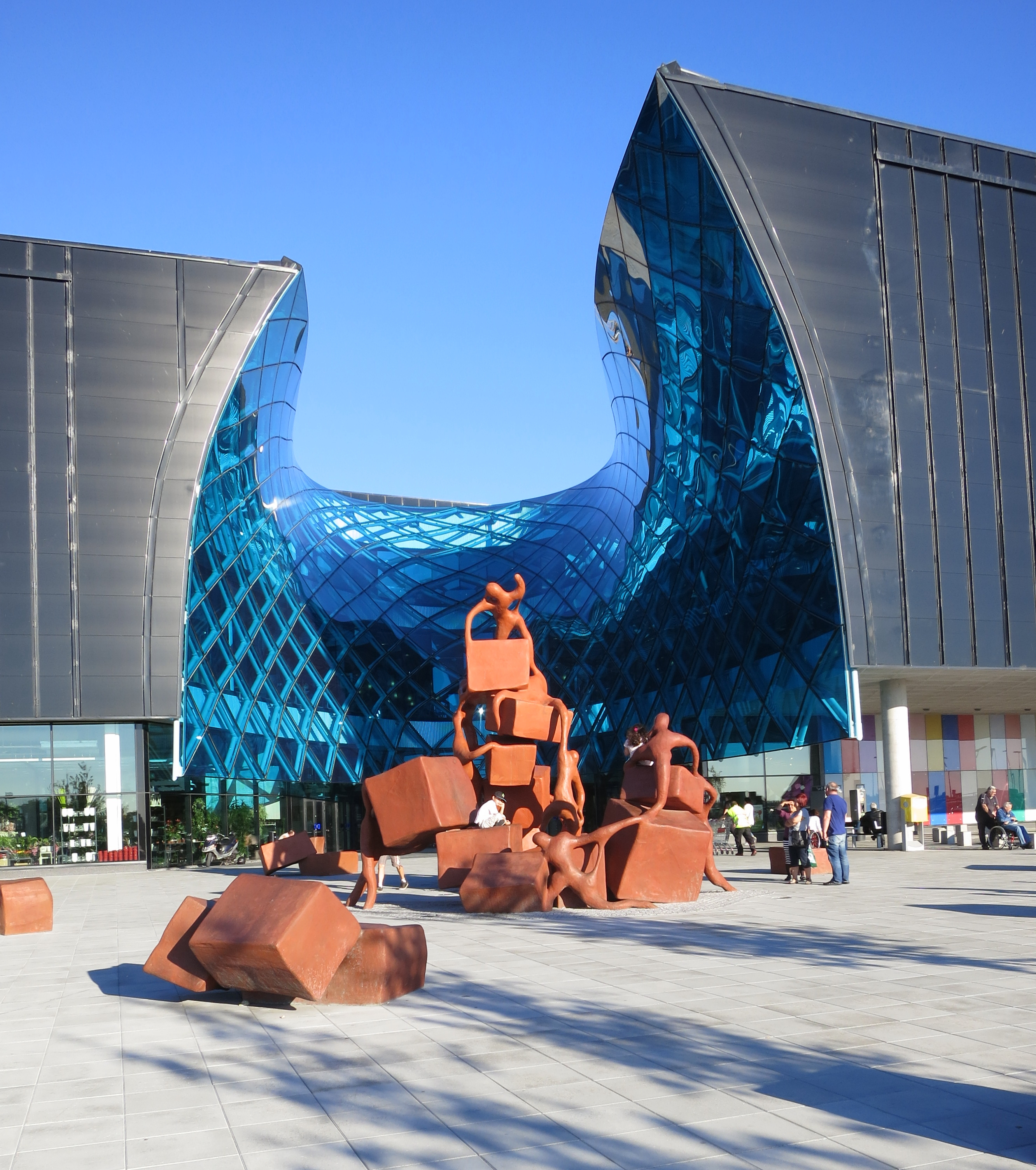
Köpcentrumet Emporia i Malmö Invigs.

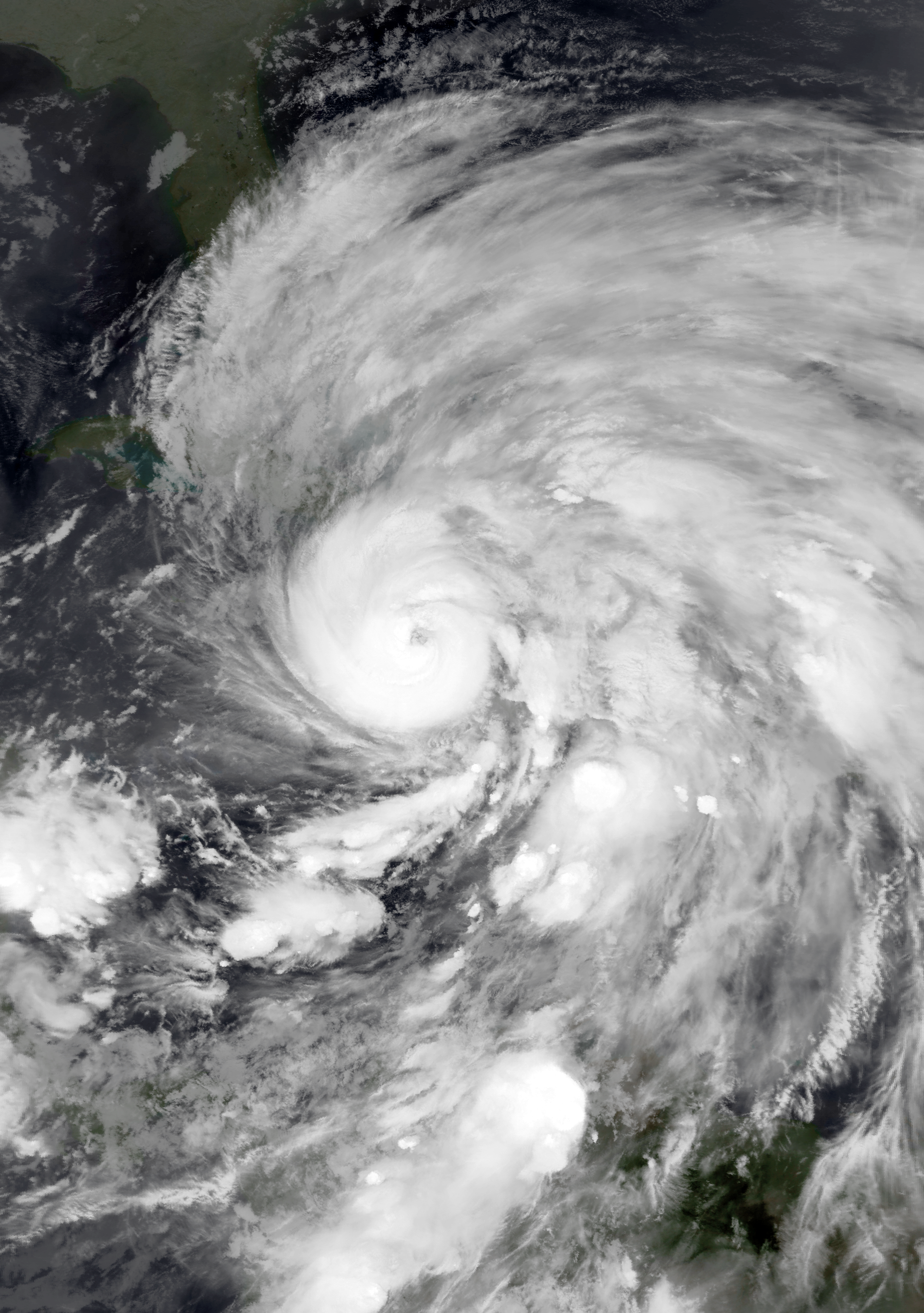
Orkanen Sandy.

- 7 oktober – Presidentval hålls i Venezuela där den sittande presidenten Hugo Chávez besegrar oppositionens kandidat Henrique Capriles Radonski med 54,8% av rösterna mot 44,5%.
- 14 oktober
  - Felix Baumgartner slår rekord genom att hoppa från stratosfären och göra det längsta fria fallet, från en höjd av 39 068 meter.
  - Parlamentsval hölls i Montenegro.
- 20 oktober – Folkomröstningen om grundlagsändringar i Island 2012 äger rum.
- 22–30 oktober – Orkanen Sandy drar in över USA.
- 23 oktober – En tjuv i Stockholms tunnelbana väcker ilska bland många då han bestal en man som låg på tunnelbanespåret och sedan lämnade honom där.
- 25 oktober – köpcentrumet Emporia invigs på Hyllieområdet i Malmö.
- 26 oktober – Silvio Berlusconi, Italiens 50:e premiärminister, döms till fyra års fängelse för skatteflykt.
- 27 oktober – Friends Arena invigs i Stockholm.

### November

Presidentval hölls i USA.

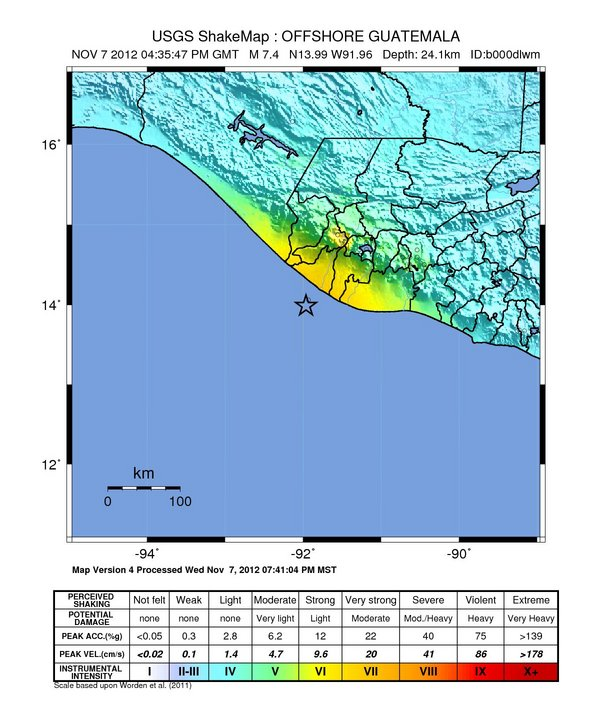
Jordbävningen i Guatemala 2012

- 2 november – En 13-årig pojke dödas och 7 personer skadas när en bil kör rätt in i en folkmassa på Storgatan i Malå.
- 6 november – Presidentval i USA hålls. Demokraten Barack Obama vinner över Republikanska partiets kandidat Mitt Romney och blir därmed omvald till president.[11]
- 7 november
  - En rättegång inleddes mot fyra av Israels tidigare högsta militärer för nio turkars död i samband med bordningen av det turkiska passagerarfartyget Mavi Marmara 2010 på väg till Gazaremsan.
  - Jordbävningen i Guatemala 2012
- 13 november – Total solförmörkelse, synlig i norra Australien och södra Stilla havet.
- 14 november–21 november – Israel flyganfaller Gazaremsan.
- 22 november –  Massprotester pågår i Egypten mot Mohamed Morsis styre. Redan den första dagen protesterade över miljoner Egyptier på gatorna. Protesterna pågick till 3 juli nästkommande år.
- 27 november –  Stora protester mot slovenska parlamentet pågår till mars 2013.
- 29 november –  FN:s generalförsamling erkänner Palestina.
- 30 november –  Hundratals soldater i rebellgruppen M23 retirerar från sina positioner runt staden Goma i östra Kongo-Kinshasa.

### December

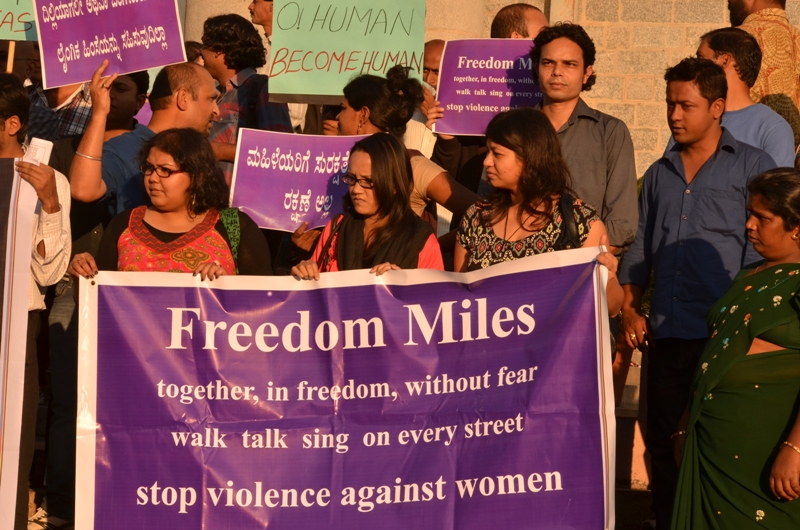
Protester som följde på gruppvåldtäkten i Delhi.

- 1 december – Enrique Peña Nieto tillträder som Mexikos president efter Felipe Calderón.
- 3 december – Nattåget från Stockholm till Östersund/Storlien spårar ur i höjd med Stöde, 4 mil väster om Sundsvall, vid sextiden.[12]
- 8 december – Vid FN:s klimatkonferens i Qatar förlängs Kyotoprotokollet till 2020.
- 14 december
  - Massakern i Newtown där 28 människor miste livet varav 20 barn.
  - Ett par omkommer i en anlagd brand i öländska Löttorp.
- 16 december
  - Över 700 dödas i en tyfon i Filippinerna
  - Gruppvåldtäkten i Delhi 2012
- 16–17 december – Under två dagar av ihållande attacker i på platser i norra och centrala Irak dödades minst 111 personer, medan 299 människor skadades. En stor del av manspillan skedde i Kirkuk och Bagdad. Många av attackerna tycktes vara riktade mot polismän och medlemmar av Iraks armé.
- 18 december
  - Adventsupproret sker.
  - En upplopp sker bland ungdomar vid Plusgymnasiet i Göteborg efter att flera unga tjejer hängts ut på Instagram.
- 19 december
  - Den serbiske krigsförbrytaren Milic Martinovic dömdes till livstids fängelse för att ha genomfört en massaker på civila män och pojkar i byn Čuska i Kosovo den 14 maj 1999.
  - Presidentval hölls i Sydkorea.
- 21 december – Mayakalenderns innevarande stora årscykel om 5 125 år är till ända. Se även 2012-fenomen.
- 22 december – Italiens president Giorgio Napolitano upplöste parlamentet och beställde nya val som hölls i februari 2013 drevs av premiärminister Mario Montis avgång två dagar tidigare.
- 23 december – Efter en lugn period ökades de politiska spänningarna inom Irak, den här gången mest kretsande kring landets sunniminoritet. Huvudorsaken till oroligheterna var den pågående konflikten mellan vicepresident Tareq al-Hashemi och premiärminister al-Maliki, men ansträngda relationer till styret i de självstyrande kurdiska områdena spädde på det hela. 23 december demonstrerade tusentals irakier mot al-Maliki, i protest mot dennes åtgärder mot al-Hashemi och andra inflytelserika sunniledare.
- 31 december – Det sista tryckta numret av den amerikanska tidningen Newsweek ges ut, efter 78 år kommer tidningen enbart publicera artiklar på Internet.

## Födda
- 24 januari – Athena, dansk prinsessa, dotter till prinsparet Joachim och Marie[13]
- 23 februari – Estelle, svensk arvprinsessa, dotter till det svenska kronprinsessparet Victoria och Daniel

## Avlidna

### Januari
- 3 januari
  - Lars Lennart Forsberg, 78, svensk regissör, manusförfattare, kompositör och filmproducent
  - Knut Hammarskjöld, 89, svensk diplomat.
- 4 januari – Totti Bergh, 76, norsk saxofonist, jazzmusiker och orkesterledare.
- 9 januari – Malam Bacai Sanhá, 64, guinea-bissauisk politiker, Guinea-Bissaus president sedan 2009
- 12 januari – Hannes Råstam, 56, svensk journalist och musiker
- 13 januari – Rauf Denktaş, 87, turkcypriotisk politiker, Nordcyperns president 1985–2005
- 19 januari
  - Giancarlo Bigazzi, italiensk låtskrivare
  - Peter Åslin, 49, svensk ishockeyspelare
- 20 januari – Etta James, 73, amerikansk sångare
- 23 januari – Per Odeltorp, 63, svensk musiker, sångare och kompositör med artistnamnet Stig Vig
- 24 januari – Theo Angelopoulos, 76, grekisk filmregissör (trafikolycka)
- 29 januari – Oscar Luigi Scalfaro, 93, italiensk politiker, Italiens president 1992–1999

### Februari
- 1 februari – Wisława Szymborska, 88, polsk poet, nobelpristagare i litteratur 1996
- 3 februari – Wilhelm Wachtmeister, 88, svensk diplomat, ambassadör i Washington 1974–1989
- 4 februari
  - Florence Green, 110, brittisk kvinna, den sista överlevande av de som deltog i första världskriget
  - Anders Öhrwall, 79, svensk dirigent och körledare
  - János Sebestyén, 80, ungersk pianist
- 11 februari – Whitney Houston, 48, amerikansk sångare[14]
- 16 februari – Gösta Arvidsson, 86, svensk kulstötare[15]
- 25 februari – Erland Josephson, 88, svensk skådespelare, regissör och författare, chef för Dramaten 1966–1975[16]
- 27 februari – Anders Kulläng, 68, svensk rallyförare
- 29 februari – Davy Jones, 66, brittisk skådespelare och sångare, medlem i gruppen The Monkees 1966–1970

### Mars
- 3 mars – Steve Bridges, 48, amerikansk komiker och imitatör
- 5 mars – Robert B. Sherman, 86, amerikansk textförfattare och filmmusikkompositör
- 10 mars
  - Jean Giraud, 73, fransk serieskapare och produktionsdesigner
  - Nick Zoricic, 29, kanadensisk skicrossåkare
- 13 mars – Michel Duchaussoy, 73, fransk skådespelare
- 17 mars – Shenouda III, 88, påve och patriark av Alexandria (ledare för koptisk-ortodoxa kyrkan) sedan 1971
- 18 mars – George Tupou V, 63, kung av Tonga sedan 2006
- 20 mars – Kjell-Henry Dahlberg, 63, svensk konstnär och mediepersonlighet
- 25 mars
  - Antonio Tabucchi, 68, italiensk författare
  - Bertil Ströberg, 79, svensk officer och mäklare, dömd för grovt spioneri 1983
- 29 mars – Karen Wegener, 76, dansk skådespelare

### April
- 1 april
  - Miguel de la Madrid, 77, mexikansk politiker, Mexikos president 1982–1988
  - Leila Denmark, 114, amerikansk pediatriker
  - Giorgio Chinaglia, 65, italiensk fotbollsspelare
  - Ekrem Bora, 78, turkisk skådespelare
- 5 april
  - Ferdinand Alexander Porsche, 76, tysk formgivare, grundare av Porsche Design
  - Bingu wa Mutharika, 78, malawisk ekonom och politiker, Malawis president 2004–2012[17][18]
- 7 april – Mike Wallace, 93, amerikansk journalist, känd från bland annat 60 Minutes[19]
- 11 april – Ahmed Ben Bella, 93, algerisk politiker, Algeriets president 1963–1965
- 15 april – Jenny Olsson, 32, svensk längdskidåkare[20]
- 16 april – Leonard Lindqvist, 25, svensk DJ och musikproducent
- 23 april – Lillemor Arvidsson, 68, svensk fackföreningsledare, landshövding i Gotlands län 1998–2004
- 29 april – Shukri Ghanem, 69, libysk politiker, Libyens premiärminister 2003–2006
- 30 april
  - Alexander Dale Oen, 26, norsk simmare
  - Ernst Bolldén, 45, svensk bordtennisspelare[21]
  - George Murdock, 81, amerikansk skådespelare

### Maj
- 4 maj – Adam "MCA" Yauch, 47, amerikansk musiker, låtskrivare och rappare, Beastie Boys
  - Rashidi Yekini, meste målskytt i Nigerias herrlandslag i fotboll
- 5 maj – Carl Johan Bernadotte, 95, svensk greve, affärsman och före detta prins av Sverige
- 10 maj – Gunnar Sønsteby, 94, medlem i norska motståndsrörelsen under andra världskriget och grundare av aktionsgruppen Oslogjengen
- 13 maj – Lee Richardson, 33, brittisk speedwayförare
- 17 maj – Donna Summer, 63, amerikansk sångare
- 20 maj – Robin Gibb, 62, brittisk sångare, medlem i gruppen Bee Gees

### Juni
- 2 juni – Kathryn Joosten, 72, amerikansk skådespelare
- 4 juni – Eduard Khil, 77, rysk artist och sångare
- 5 juni – Ray Bradbury, 91, amerikansk författare
- 6 juni – Vladimir Krutov, 52, rysk ishockeyspelare
- 11 juni – Nalle Knutsson, 69, svensk showman och tv-profil
- 12 juni – Elinor Ostrom, 78, amerikansk statsvetare och mottagare av Sveriges Riksbanks pris i ekonomisk vetenskap 2009
- 16 juni
  - Nils "Mora-Nisse" Karlsson, 94, svensk längdskidåkare
  - Nayef bin Abdul Aziz, 79, saudisk prins, Saudiarabiens inrikesminister sedan 1975 och kronprins sedan 2011
- 17 juni – Rodney King, 47, amerikansk brottsling och offer för polisbrutalitet som ledde till kravallerna i Los Angeles 1992
- 22 juni – Hans Villius, 88, svensk professor, historiker och tv-personlighet
- 26 juni
  - Nora Ephron, 71, amerikansk regissör och manusförfattare (leukemi)
  - Sverker Åström, 96, svensk diplomat
- 28 juni – Gunnel Broström, 89, svensk skådespelare och regissör
- 30 juni – Yitzhak Shamir, 96, israelisk politiker, Israels premiärminister 1983–1984 och 1986–1992

### Juli
- 3 juli - Andy Griffith, 86, amerikansk skådespelare och komiker
- 8 juli – Ernest Borgnine, 95, amerikansk skådespelare
- 14 juli – Sixten Jernberg, 83, svensk längdskidåkare
- 22 juli – Oswaldo Payá, 60, kubansk oppositionsledare
- 23 juli
  - Sally Ride, 61, amerikansk astronaut och den första amerikanska kvinnan i rymden
  - Lars Ardelius, 85, svensk författare
- 24 juli – John Atta Mills, 68, ghanansk politiker, Ghanas president sedan 2009
- 27 juli – Geoffrey Hughes, 68, brittisk skådespelare
- 29 juli – August Kowalczyk, 90, polsk skådespelare[22]
- 30 juli – Stig Ossian Ericson, 88, svensk skådespelare

### Augusti
- 3 augusti – Olle Mattson, 89, svensk författare, manusförfattare och sångtextförfattare
- 6 augusti – Marvin Hamlisch, 68, amerikansk kompositör
- 14 augusti – Svetozar Gligorić, 89, serbisk schackspelare
- 18 augusti – Scott McKenzie, 73, amerikansk musiker
- 19 augusti – Tony Scott, 68, brittisk regissör
- 25 augusti – Neil Armstrong, 82, amerikansk astronaut och den första människan på månen
- 28 augusti – Alfred Schmidt, 81, tysk filosof, aktiv inom Frankfurtskolan.

### September
- 3 september – Michael Clarke Duncan, 54, amerikansk skådespelare
- 6 september – Bertil Norström, 88, svensk skådespelare
- 11 september – Erwin Dold, 92, tysk kommendant i koncentrationslägret Dautmergen under andra världskriget
- 16 september – Ragnhild, 82, norsk prinsessa
- 23 september – Radja Jerosjina, 82, sovjetisk längdskidåkare

### Oktober
- 11 oktober – Hasse Tellemar, 88, svensk radioprogramledare och musiker[23]
- 15 oktober – Norodom Sihanouk, 89, kambodjansk kung 1941–1955 och 1993–2004
- 24 oktober – Anita Björk, 89, svensk skådespelare
- 27 oktober – Göran Stangertz, 68, svensk skådespelare, regissör och teaterchef
- 29 oktober – Cordelia Edvardson, 83, svensk journalist och författare

### November
- 2 november – Hans Lindgren, 80, svensk skådespelare
- 3 november – Ingegerd Troedsson, 83, svensk moderat politiker och statsråd, talman i Sveriges riksdag 1991–1994
- 6 november – Clive Dunn, 92, brittisk skådespelare, mest känd från tv-serien Krutgubbar
- 23 november – Larry Hagman, 81, amerikansk skådespelare[24]
- 28 november – Knut Ahnlund, 89, svensk författare, ledamot av Svenska Akademien sedan 1983
- 30 november – Lars-Gunnar Björklund, 75, svensk journalist samt radio- och tv-personlighet

### December
- 4 december – Besse Cooper, 116, amerikansk kvinna, världens äldsta levande person
- 5 december
  - Dave Brubeck, 91, amerikansk jazzpianist och kompositör
  - Ignatius IV, 91, syrisk-ortodox patriark
  - Oscar Niemeyer, 104, brasiliansk arkitekt
- 11 december – Ravi Shankar, 92, indisk musiker, sitarspelare och kompositör
- 14 december – Peter Norlin, 71, svensk segelbåtskonstruktör
- 21 december – Jarl Borssén, 75, svensk skådespelare och komiker[25]
- 24 december
  - Jack Klugman, 90, amerikansk skådespelare
  - Charles Durning, 89, amerikansk skådespelare
  - Ingvar Gullnäs, 88, svensk jurist, justitiekansler och landshövding
- 27 december – Norman Schwarzkopf, 78, amerikansk general, befälhavare över USA:s styrkor under Gulfkriget 1991
- 30 december – Rita Levi-Montalcini, 103, italiensk neurobiolog, mottagare av Nobelpriset i fysiologi eller medicin 1986

## Priser och utmärkelser

### Nobelpriser[26]
- Fysiologi eller medicin – Sir John B. Gurdon och Shinya Yamanaka
- Fysik – Serge Haroche och David J. Wineland
- Kemi – Robert J. Lefkowitz och Brian K. Kobilka
- Litteratur – Mo Yan
- Fred – Europeiska Unionen (EU)
- Sveriges Riksbanks pris i ekonomisk vetenskap –  Alvin E. Roth och Lloyd S. Shapley

### Fotnoter
1. ↑  The Government of Canada (23 januari 2012). ”Official Canadian website for the Diamond Jubilee of Elizabeth II”. Arkiverad från originalet den 5 september 2011. https://web.archive.org/web/20110905012335/http://www.pch.gc.ca/eng/1296669421850/1296669769856. Läst 23 januari 2012.
2. ↑  ”Diamond Jubilee: Queen celebrating 60-year reign”. BBC News UK. bbc.co.uk. 6 februari 2012. http://www.bbc.co.uk/news/uk-16896731. Läst 6 februari 2012.
3. ↑  ”Reuters”. In.reuters.com. 4 mars 2012. Arkiverad från originalet den 7 mars 2012. https://web.archive.org/web/20120307014131/http://in.reuters.com/article/2012/03/04/congo-explosions-idINDEE82304620120304. Läst 6 maj 2012.
4. ↑  ”BBC”. BBC. 4 mars 2012. http://www.bbc.co.uk/news/world-africa-17249480. Läst 5 juni 2012.
5. ↑  Adam Nossiter (22 mars 2012). ”Soldiers Declare Coup in Mali”. The New York Times (The New York Times Company). http://www.nytimes.com/2012/03/23/world/africa/mali-coup-france-calls-for-elections.html. Läst 22 mars 2012.
6. ↑  Gieffers, Hanna (4 maj 2012). ”Ankunft in Monaco: Solarboot schafft Weltumrundung in 584 Tagen” (på tyska). Spiegel Online. http://www.spiegel.de/reise/aktuell/planetsolar-solarboot-kehrt-von-weltreise-zurueck-a-831418.html. Läst 5 maj 2012.
7. ↑  "Hungary: Janos Ader Replaces Pal Schmitt as President." BBC.co.uk. 2 maj 2012. Läst 2012-05-04.
8. ↑  ”London 2012”. London 2012. Arkiverad från originalet den 28 februari 2013. http://webarchive.nationalarchives.gov.uk/20130228114959/http://www.london2012.com/. Läst 9 augusti 2010.
9. ↑  ”November 2011” (på engelska). Rulers. Arkiverad från originalet den 28 november 2012. https://web.archive.org/web/20121128105955/http://rulers.org/2012-11.html. Läst 9 november 2012.
10. ↑  ””Jag trodde inte vi skulle klara det””. SVT/Mittnytt. 16 april 2013. Arkiverad från originalet den 10 januari 2014. https://web.archive.org/web/20140110091454/http://www.svt.se/nyheter/regionalt/mittnytt/just-nu-persontag-sparade-ur. Läst 21 november 2013.
11. ↑  ”Det blev en prinsesse”. kongehuset.dk. Arkiverad från originalet den 27 januari 2012. https://web.archive.org/web/20120127161747/http://kongehuset.dk/Menu/nyheder/det-blev-en-prinsesse. Läst 24 januari 2012.
12. ↑  ”Pop queen Whitney Houston dies on eve of Grammys”. MSNBC. Arkiverad från originalet den 13 februari 2012. https://web.archive.org/web/20120213102755/http://today.msnbc.msn.com/id/46355454#.TzcR5U58Dng. Läst 12 februari 2012.
13. ↑  ”Gösta Arvidsson”. SOK. Arkiverad från originalet den 22 september 2014. https://web.archive.org/web/20140922131345/http://www.sok.se/aktiva/historisktaktiva/gostaarvidsson.5.1017605f109c54f7865800014401.html. Läst 29 februari 2012.
14. ↑  SvD.se 26 februari 2012: Erland Josephson död, läst 26 februari 2012
15. ↑  ”Malawi President Mutharika dead: government sources”. Reuters. 6 april 2012. Arkiverad från originalet den 6 april 2012. https://web.archive.org/web/20120406140142/http://www.reuters.com/article/2012/04/06/us-malawi-president-idUSBRE83504E20120406. Läst 12 april 2012.
16. ↑  ”Malawi President Bingu wa Mutharika dies”. Nyasa Times. 5 april 2012. Arkiverad från originalet den 7 april 2012. https://web.archive.org/web/20120407005635/http://www.nyasatimes.com/malawi/2012/04/05/malawi-president-bingu-wa-mutharika-dies-exclusive/. Läst 5 april 2012.
17. ↑  http://www.aftonbladet.se/nyheter/article14649045.ab ”60-minutes” stora stjärna har avlidit
18. ↑  ”Jenny Olsson död i cancer”. SvD.se. 17 april 2012. http://www.svd.se/sport/jenny-olsson-dod-i-cancer_7063505.svd. Läst 17 april 2012.
19. ↑  ”Ernst Bolldén död”. Aftonbladet. http://www.aftonbladet.se/sportbladet/handikappidrott/article14759213.ab. Läst 1 maj 2012.
20. ↑  ”IMDb: August Kowalczyk”. http://www.imdb.com/name/nm0468565/. Läst 15 augusti 2012.
21. ↑  ”Hasse Tellemar död”. Svenska Dagbladet. http://blog.svd.se/kultur/2012/10/11/hasse-tellemar-dod/. Läst 11 oktober 2012.
22. ↑  Carp, Ossi (24 november 2012). ”Larry Hagman död”. Dagens Nyheter. http://www.dn.se/nyheter/varlden/larry-hagman-dod. Läst 24 november 2012.
23. ↑  SVD.se
24. ↑  ”Nobelpriset”. https://www.nobelprize.org/prizes/lists/all-nobel-prizes/. Läst 11 oktober 2012.